# Chiesa di Santa Maria Annunziata (Costa Serina, via don Vescovo Orsetti)
La chiesa della Beata Vergine Annunziata è un luogo di culto cattolico di Ascensione frazione di Costa Serina, in provincia e diocesi di Bergamo. Fa parte del vicariato di Selvino-Serina.

## Storia
Il territorio di Ascensione presenta due chiese aventi la medesima intitolazione.
La prima pietra della chiesa intitolata alla santa Maria, all'Ascensione di Gesù e santo Stefano protomartire, fu posata il 15 luglio 1479. L'intitolazione alla Madonna cambiò in “Annunciazione di Maria” mentre il titolo dell'Ascensione fu assorbito dalla località.
La chiesa risulta essere smembrata da quella di San Lorenzo di Costa Serina nel 1488 ottenendo l'autonomia a parrocchiale con decreto del 25 ottobre 1493 di papa Alessandro VI. Risulta che fosse inserita nel registro degli anni 1546-1560 delle chiese che godevano del diritto di giuspatronato della diocesi. Con l'istituzione dei vicariati foranei voluti dal vescovo Federico Corner nel II sinodo diocesano nel 1568 in ottemperanza a quanto indicato dal primo sinodo diocesano del 1564, disposizioni confermate nel III sinodo del 1574, la chiesa risulta inserita nella pieve di Dossena.
Il 27 settembre 1575 l'arcivescovo di Milano san Carlo Borromeo, durante la sua visita diocesana, visitò la chiesa indicandola come dell'Annunciazione della Beatissima Vergine di Maria in località Costa Inferiore, nella pieve di Dossena. Dagli atti della visita, risulta che vi erano cinque altari, vi era la scuola di Santa Maria e il Monte di Pietà nonché quella della dottrina cristiana. Il clero era retto da un solo rettore. Nuovamente visitata nel secolo successivo da san Gregorio Barbarigo, risulta che aveva un parroco mercenario pagato direttamente dai vicini e che gli altari erano retti dalle confraternite del Santissimo Sacramento, del Santo Rosario e della Concezione della Beata Vergine, vi era inoltre il pio consorzio della Misericordia di Bergamo.
Nel 1666 la chiesa fu inserita nel Sommario delle chiese di Bergamo, elenco redatto dal cancelliere della curia vescovile Giovanni Giacomo Marenzi, e indicata sotto l'invocazione dell'Annunciazione della Beata Vergine Maria, dell'Ascensione, di Nostro Signore Gesù e di Santo Stefano, retta da un sacerdote mercenario, e compresa nella pieve di Dossena. La chiesa aveva cinque altari gestiti dalle scuole del Santissimo Sacramento retto da sindaci eletti dalla comunità, del Rosario e della concezione della Beata Vergine Maria. Venne nuovamente visitata nel 1781 dal vescovo Giovanni Paolo Dolfin, alla cui relazione fu indicato un documento redatto dall'allora parroco che indica la chiesa intitolata alla Santissima Ascensione della Beata Vergine Maria e di Santo Stefano protomartire, I cinque altari erano retti dalle confraternite della Beata Vergine di Loreto istituita dalla Compagnia della Santissima Croce. Vi era un curato mercenario coadiuvato da un cappellano a assistere i fedeli.
Nel 1870 la chiesa non rispondeva più alle esigenze del territorio, e la comunità di Ascensione decise di edificare un nuovo luogo di culto. Questo fu ultimato e consacrato nel 1884 il vescovo di Bergamo Gaetano Camillo Guindani che ne conferì la parrocchialità intitolandola alla Beata Maria Annunziata, togliendola a questa chiesa che divenne sussidiaria.
Nel 1890 furono demolite la facciata e parte della navata e nel Novecento la chiesa fu oggetto di lavori di restauro conservativo, lavori che proseguirono nel XXI secolo.

## Descrizione

### Esterno
L'edificio di culto con orientamento a sud è anticipato da un ampio sagrato con pavimentazione in lastre di porfido. La facciata in sassi a vista, non è più quella originale che fu demolita nel XIX secolo. L'ingresso è posto sul lato destro dell'edificio con contorno in pietra locale.
Due finestre ad arco di misure differenti sono poste sulla parte laterale atte a illuminare l'aula. La facciata conserva un grande affresco raffigurante san Cristoforo con il Bambino.

### Interno
L'interno a unica navata divisa da arcate in pietra intonacata a sesto acuto in due campate, che presentano le capriate della copertura. La zona presbiteriale con volta a crociera, è rialzata da due gradini in pietra e termina con il coro a fondo piano. La pavimentazione in cotto conserva tre lapidi tombali. La controfacciata ha una grande apertura rettangolare atta a illuminare l'aula.
La navata e il presbiterio conservano un ciclo di affreschi di epoche differenti. I più antichi risalgono all'edificazione della chiesa nel Quattrocento. I dipinti, che furono oggetto di restauro nel 1990, risultano realizzati nella bottega di Maffiolo da Cazzano. Si sviluppano su due livelli e presentano nel livello inferiore i santi Rocco, la Madonna col Bambino, e san Sebastiano, mentre il livello superiore vi sono le sante Margherita e Lucia. I dipinti successivi raffigurano san Gerolamo e un santo vescovo di difficile identificazione. Seguono a livello inferiore Giobbe e san Sebastiano con un altro santo non identificato. Gli affreschi furono identificati nel 1986 da Franco Mazzini, storico dell'arte, il quale proprio nelle immagini delle due sante individuò la mano del Maffiolo: 
(Franco Mazzini-Introduzione ai pittori bergamaschi del Quattrocento)
Gli affreschi furono oggetto di restauro nel 1991 con autorizzazione della Soprintendenza dei Beni artistici da Caterina Castellani e Silvia Ravasio.